# Calanthemis gabonicus
Calanthemis gabonicus là một loài bọ cánh cứng trong họ Cerambycidae.